# خیابان سی و چهارم (منهتن)

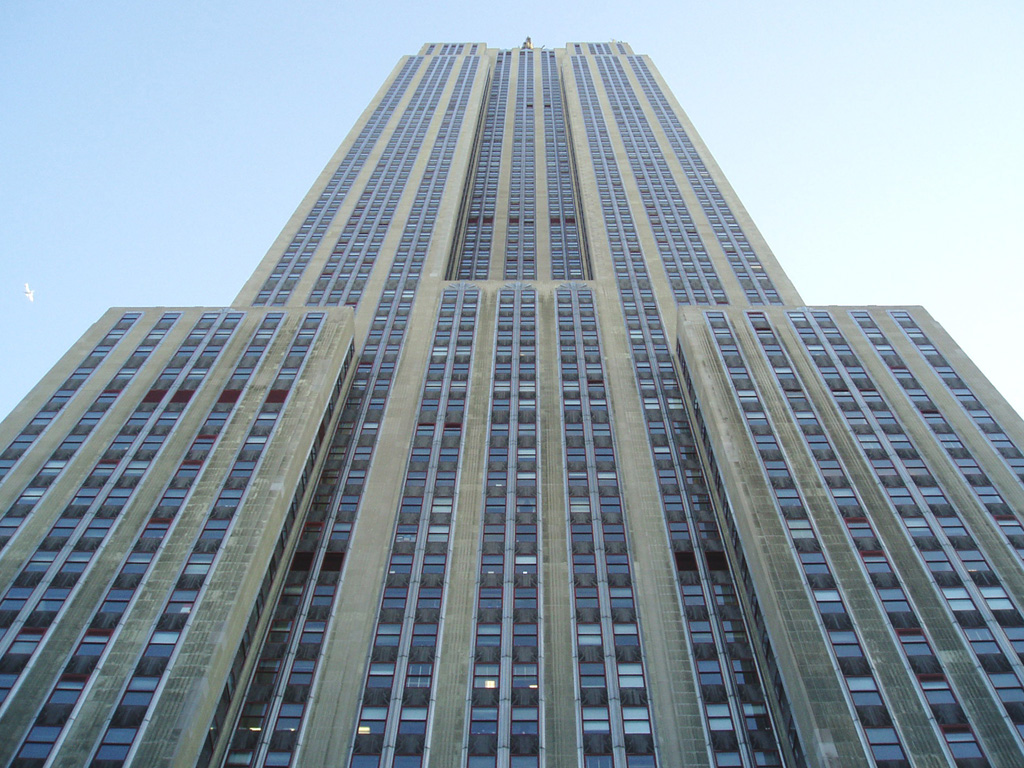
نمایی از ساختمان امپایر استیت از خیابان ۳۴م.

خیابان سی و چهارم (در انگلیسی: 34th Street) از خیابان‌های مشهور و پر رفت و آمد شهر نیویورک است که در بخش منهتن قرار گرفته‌است.
ساختمان امپایر استیت که یکی از نمادهای کلان‌شهر نیویورک است در تقاطع خیابان پنجم و خیابان سی و چهارم قرار گرفته‌است.